# オスカル・オパソ
オスカル・マウリシオ・オパソ・ララ（Óscar Mauricio Opazo Lara . 1990年10月18日 - ）は、チリ・バルパライソ州コンコン出身のサッカー選手。プリメーラ・ディビシオン・ラシン・クラブ所属。ポジションはDF。

## クラブ経歴
2001年にサンティアゴ・ワンダラーズのユースチームに入団。2009年シーズンにトップチームに昇格。以降出場機会を増やし、主力選手として活躍。
2007年シーズンにCSDコロコロに移籍。同年シーズンにリーグ戦優勝を経験。2019年シーズンには国内カップ戦コパ・チレ優勝を経験した。
2022年12月、ラシン・クラブに移籍。

## 代表経歴
2017年1月11日のチャイナカップのクロアチア戦でチリ代表デビュー。2019年3月27日のアメリカ戦で、代表初ゴールを記録。同年ブラジルで開催されたコパ・アメリカ2019にも出場した。